# Sydney Anderson (Zoologe)
Sydney (Syd) Anderson (* 11. Januar 1927 in Topeka, Kansas; † 12. August 2018 in Birmingham, Alabama) war ein US-amerikanischer Mammaloge, Museumskurator und Hochschullehrer.

## Leben
Anderson war der Sohn von Robert Grand und Evelyn Fern Anderson, geborene Hunt. Von 1946 bis 1949 studierte er an der Baker University in Baldwin, Kansas, bevor er sich an der University of Kansas (KU) einschrieb und 1950 einen Bachelor of Arts in Zoologie erhielt. Anschließend wurde E. Raymond Hall sein Hauptprofessor, bei dem er 1952 seinen Masterarbeit zum Thema The distribution and geographic variation of the montane meadow mouse, Microtus montanus, in Wyoming verteidigte und 1959 mit der Dissertation Evolution in the montane vole, Microtus montanus zum Ph.D. promoviert wurde.
Von 1955 bis 1959 war Anderson Assistenzkurator für Säugetiere am University of Kansas Natural History Museum und Dozent an der Abteilung für Zoologie der University of Kansas. Von 1960 bis 1964 war er Assistenzkurator, von 1964 bis 1969 stellvertretender Kurator und von 1969 bis 1992 Kurator für Säugetiere am American Museum of Natural History. Von 1974 bis 1981 war er Vorsitzender der Säugetierabteilung und leitete in dieser Position einen Stab prominenter Mammalogen, darunter die Kuratoren Richard G. Van Gelder, Karl F. Koopman, Guy Musser, Hobart Merritt Van Deusen sowie die kuratorische Assistentin Marie A Lawrence (1924–1992). 1981 war er Treuhänder am Bergen Museum of Art & Science.
Während seiner Jahre an der University of Kansas sammelte Anderson persönlich fast 3.100 Exemplare von Säugetieren, die dort aufbewahrt werden, sowie Exemplare von Vögeln, Reptilien und Amphibien. Während seiner Zeit als Kurator für Säugetiere wuchsen die Sammlungen die University of Kansas um mehr als 19.000 Exemplare an. Am American Museum of Natural History haben er und die anderen Kuratoren während seiner Amtszeit mehr als 60.000 Exemplare betreut und dazu beigetragen, dass die Sammlungen stetig erweitert wurden.
Nach seiner Pensionierung im Jahr 1992 wurde er zum emeritierten Kurator ernannt, einen Titel, den er bis zu seinem Tod innehatte. Anderson war zudem von 1969 bis 1991 als außerordentlicher Professor an der City University of New York und 1973 an der New York University tätig. 1988 wurde er wissenschaftlicher Mitarbeiter an der University of New Mexico.
Andersons Forschungsarbeiten befassten sich im Wesentlichen mit der Naturgeschichte, Ökologie, Verbreitung, Evolution und Systematik von Säugetieren und umfassten auch Arbeiten zu so unterschiedlichen Themen wie der geografischen Verbreitung nordamerikanischer Fische, Amphibien und Reptilien, den Nahrungsgewohnheiten von Eulen und den Mustern der geografischen Verbreitung von Vögeln. Er war auch einer der Pioniere bei der Entwicklung von Informationsabfragesystemen für Naturkundemuseen und hat sich mit Wissenschaftsgeschichte und naturkundlicher Literatur beschäftigt. Anderson betrieb in einer Reihe von Regionen im Osten und Westen der Vereinigten Staaten sowie in Mexiko, Uruguay und zuletzt in Bolivien Feldforschung. Zusätzlich zu seinen anderen Veröffentlichungen war er Autor oder Mitautor zahlreicher Buchkapitel und Symposiumsbeiträge sowie Mitherausgeber und Co-Autor mehrerer Bücher. Von 1952 bis 1954 erhielt er ein Graduiertenstipendium der National Science Foundation und 1954 ein Graduate Student Honorarium der American Society of Mammals (ASM), wo er 1952 Mitglied wurde. Zusätzlich zur Präsidentschaft (von 1974 bis 1976) diente Anderson in einer Reihe von Funktionen in der ASM. Dazu gehörten die Mitgliedschaft im Vorstand (1964 bis 1967), Protokollführer (1966 bis 1974), Direktor, Treuhänder (von 1984 bis 2004), Herausgeber der Zeitschrift Mammalian Species, Vorsitzender des Reservefonds (von 1985 bis 1989) sowie die Mitgliedschaft in vielen ständigen Ausschüssen und im Entwicklungs- und Archivausschuss.
Der C. Hart Merriam Award wurde 1975 nach Andersons Präsidentschaft offiziell gestiftet. Als Emblem für die Plakette wurde das Modell einer Bisonkuh aus dem American Museum of Natural History gewählt. Anderson war 1969 eine der treibenden Kräfte bei der Gründung der Reihe Mammalian Species, für die er die erste Artbeschreibung über die Waterhouse-Großohrblattnase verfasste. Er spielte eine Schlüsselrolle bei der Einrichtung der ständigen Ausschüsse der Gesellschaft für systematische Sammlungen und Informationsbeschaffung sowie bei der Klärung der Rolle der Treuhänder und der Verwaltung des Reservefonds. Als Mitglied des Ausschusses für die Überarbeitung der Satzung im Jahr 1974 schlug er vor, die Zahl der gewählten Direktoren von einem auf 15 zu erhöhen und die ehemaligen Präsidenten im Vorstand zu belassen.
Anderson war zudem Mitglied im American Institute of Biological Sciences, in der American Ornithological Association, in der Southwestern Association of Naturalists, der American Ornithologists’ Union, in der American Society of Ichthyologists and Herpetologists, Ecological Society of America, Society of Systematic Zoology, The Wildlife Society, Sigma Xi und Phi Sigma sowie Fellow der American Association for the Advancement of Science. 1967 war er Treuhänder und von 1973 bis 1976 war er Präsident der Closter Nature Center Association.
Anderson war auch technischer Berater für die Verlage Time-Life und C. S. Hammond Inc.
Andersons Bibliographie umfasst 146 Arbeiten, die zwischen 1954 und 2001 veröffentlicht wurden. Dazu zählen die Erstbeschreibungen zu Abrocoma boliviensis, Oxymycterus hiska, Oxymycterus hucucha, Tapecomys primus sowie zur Unterart Andalgalomys pearsoni dorbignyi.
1977 initiierte Anderson ein umfassendes Nachschlagewerk mit dem Titel Mammals of South America über die Säugetiere Südamerikas, das 1980 in Angriff genommen wurde. 2008 erschien der erste Band über die Beuteltiere, Spitzmäuse, Nebengelenktiere und Fledertiere, der von Alfred L. Gardner herausgegeben wurde. 2015 wurde der zweite Band über die Nagetiere von James L. Patton, Ulyses F. J. Pardiñas und Guillermo D’Ela veröffentlicht. Band 3 über die Huftiere, Primaten, Wale, Seekühe, Hasenartige und Raubtiere ist in Planung.

## Privates
Am 5. August 1951 heiratete er in Holton, Kansas, Justine Klusmire. Aus der Ehe gingen drei Kinder hervor: Evelyn Lee Anderson Wheelhouse, Charles Sydney Anderson, der Ichthyologe wurde, sowie Laura Lynnette Anderson Dooley.

## Dedikationsnamen und Ehrungen
Anderson wird in den Artepitheta von einer Zwergbeutelrattenart und vier mäuseartigen Nagetieren geehrt, darunter
- Oecomys sydandersoni Carleton, Emmons & Musser, 2009
- Marmosa andersoni Pine, 1972
- Thomasomys andersoni Salazar-Bravo & Yates, 2007
- Ctenomys andersoni S. L. Gardner, Salazar-Bravo, & Cook, 2014
- Oryzomys andersoni Brooks, Baker, Vargas M., Tarifa, Aranibar & Rojas, 2004 (heute ein Synonym von Cerradomys scotti (Langguth and Bonvicino, 2002))

Daneben ist der Fadenwurm Litomosoides andersoni und die Tierlaus Eutrichophilus andersoni nach ihm benannt.
2009 stiftete La Red Boliviana de Mastozoología den Sydney Anderson Award, der an Forscher verliehen wird, die eine bemerkenswerte Erfolgsbilanz im Bereich der Säugetierkunde und des Naturschutzes in Bolivien vorweisen können und die einen wichtigen Beitrag zur Entwicklung der Säugetierkunde in Bolivien geleistet haben. 1995 erhielt Anderson den Hartley H. T. Jackson Award in Anerkennung seiner langen und herausragenden Verdienste um die American Society of Mammalogists. 1992 wurde er Ehrenmitglied der ASM.

## Schriften
- The Lives of Animals, 1966
- mit J. Knox Jones, Jr.: Recent Mammals of the World: A Synopsis of Families, 1967, 2. überarbeitete Auflage, 1983
- mit J. Knox Jones, Jr.: Readings in Mammalogy, 1970, veröffentlicht als Selected Readings in Mammalogy (überarbeitete und erweiterte Auflage); mit J. Knox Jones, Jr. und Robert S. Hoffmann, 1976
- Mammals of Chihuahua, Taxonomy and Distribution, 1972
- Simon and Schuster’s Guide to Mammals, 1983
- mit J. Knox Jones, Jr.: Orders and Families of Recent Mammals of the World, 1984
- mit Brett R. Riddle, Terry L. Yates, Joseph A. Cook: Mamíferos del Parque Nacional Amboróo y la Región de Santa Cruz de la Sierra, Bolivia, 1993